# Primotrogon
Primotrogon — викопний рід птахів родини трогонових (Trogonidae), що існував впродовж еоцену та олігоцену в Європі. Викопні рештки птаха знайдено у Франції та Німеччині.

## Види
- Primotrogon pumilio Mayr, 2005. Описаний з майже повного скелета, що знайдений у Мессельському кар'єрі на заході Німеччини. Датується середнім еоценом (48-40 млн років);
- Primotrogon wintersteini Mayr, 1999. Описаний з часткового скелета з відбитками пір'я, що знайдений у селищі Серест на півдні Франції. Датується раннім олігоценом (34-28 млн років).